# Frank Smith (jugador de rugbi)
Francis Bede "Frank" Smith (Wellington, Nova Gal·les del Sud, 28 de febrer de 1886 - Wellington, 29 d'octubre de 1954) va ser un jugador de rugbi a 15 australià que va competir amb la selecció d'Austràlia a començaments del segle xx.
El 1908 va ser seleccionat per jugar amb la selecció d'Austràlia de rugbi a 15 que va prendre part en els Jocs Olímpics de Londres, on guanyà la medalla d'or.